# Game 40
Game40 (antes Game 40) es un programa de radio español emitido desde 1992 hasta 1998 y desde 2009 hasta la actualidad en Los 40 Principales. Se emite los domingos a las 22 horas y trata sobre el mundo de los videojuegos. Estuvo presentado por Guillem Caballé en su primera etapa, luego presentado por Kiko Béjar y a partir de septiembre presentado por Álvaro Reina y Cristina Bosca. Comparte nombre con el programa de televisión de 40TV, la sección de la Revista 40 y la página web Game40.com, dedicados también a videojuegos.

## Primera etapa
El programa nació en 1992 a partir de la creciente implantación de los videojuegos en España, lo que llevó a Los 40 a hacer un programa especializado al igual que otras cadenas de radio. La primera temporada de "Game 40" estaría presentada por el locutor Juan Luis Ferrer. Durante ese período el programa se limitaba a música de videojuegos, algo de radiofórmula y lectura de trucos de juegos enviados por los oyentes.
Años más tarde entró Guillem Caballé, que poco a poco fue cambiando la tónica del programa con noticias de actualidad, algunos personajes como MUP (Monstruo de la última pantalla) y más variedad en la música a medida que las nuevas consolas desembarcaban en España. Posteriormente entraron los llamados "informáticos", conocidos así por proceder del programa de La 2 sobre informática "Bit a bit", en el que trabajaron: Ángel Ortíz, Carlos Ulloa y Manuel Martín-Vivaldi. Posteriormente se quedaron como colaboradores principales los dos últimos y con la entrada de la sección "Pin y Pon" en 1996 el equipo se mantuvo hasta el final del programa.
Game 40 terminó el 4 de octubre de 1998, emitiendo desde 1995 todos los domingos a las 9 de la noche. El programa contaba con varias características como el tono desenfadado a la hora de hacer el espacio y las críticas a juegos sin un término medio, intentando ser lo más sinceros posibles y donde, según uno de los colaboradores principales, "poseían más libertad que en las publicaciones especializadas". Esto se reflejaba tanto en los comentarios de los presentadores como, de forma más directa, en la sección "Pin y Pon". La colaboración con los espectadores se mantuvo tanto por correo ordinario y contestador como a través de la web del programa.
Como dato curioso: poco después de la finalización del programa, Guillem, Manuel y Carlos fueron reclutados por Nintendo España para hacer los comentarios de un video promocional de la Nintendo 64, con los juegos bomba de aquellas navidades (Zelda: Ocarina of Time, Turok 2: Seeds of Evil... etc.) El video, llamado "Lo mejor de Nintendo 64" salió junto a la revista Hobby Consolas n.º 87, fecha de diciembre de 1998.

### Presentadores
- Guillem Caballé: Entró en 1994 procedente del programa de videoclips Los 40 Principales en Canal+ para presentar el programa en sustitución del primer presentador, Juan Luis Ferrer. Fue el principal conductor del programa hasta el fin del mismo.

- Carlos Ulloa: Uno de los "informáticos", se encargaba de dar noticias sobre la industria y dar su opinión. Durante el programa también fue el art manager de la compañía británica Psygnosis a partir de noviembre de 1996 trabajando en los juegos para PlayStation, G-Police y Overboard, por lo que también solía dar adelantos del desarrollo de algunos juegos, tanto de su compañía como de otras, y del mercado.

- Manuel Martín-Vivaldi: El otro "informático" proveniente de "Bit a Bit" que junto con Carlos se encargaba de analizar la actualidad y estaba más especializado en análisis, curiosidades sobre desarrolladores o bandas sonoras, y otras noticias de interés.

A estos presentadores habituales se suma el personaje de "MUP" (Monstruo de la última pantalla, personaje interpretado por Guillem Caballé) en el estudio, y la sección de "Pin y Pon" para las reviews.

### Secciones
Las principales secciones del programa se basaban en torno a noticias sobre los lanzamientos y nuevos juegos, análisis de los estrenos más recientes en España, y reportajes y debates sobre tendencias de juegos o desarrollo. El programa también tenía sus propias exclusivas de primera mano en la industria gracias al trabajo de Carlos Ulloa en Psygnosis en una época de lanzamientos como Wipeout, Destruction Derby o G-Police entre otros.
Además de las secciones tradicionales, Game 40 contaba con las siguientes:
- Fatality: En esta sección se hablaban de los fallos de la prensa, tanto general como especializada, al hablar del mundo de los videojuegos y las noticias relacionadas con ellos. El nombre de la sección está basado en el combo final de Mortal Kombat.

- Participación de los oyentes: Los oyentes colaboraban en el programa desde el principio. Si en los primeros mandaban sus trucos para diversos juegos, más tarde preguntaban a Ulloa y Martín-Vivaldi sobre los próximos lanzamientos. Incluso el programa se atrevió con varias promociones y sorteos. La colaboración se hacía tanto por contestador automático como por correo electrónico, la web de Game40 y directamente llamando al programa en algunas emisiones.

- Pin y Pon: Introducidos en 1996, eran 2 personajes interpretados por Ángel Garijo y Roberto Muñoz de Bilbao que se encargaban de realizar críticas destructivas sobre videojuegos, en clave de humor y de forma completamente diferente al resto del programa. El nombre está basado en los conocidos juguetes Pin y Pon y se convirtió en una de las secciones más populares.

### Música
Durante los 2 primeros años el programa se basó en música de juegos de 8 y 16 bits, y la radiofórmula habitual de Los 40. Sin embargo, con la entrada de Guillem Caballé comenzaron a introducirse también canciones de series anime.
Desde 1995 la música habitual eran las bandas sonoras de los videojuegos, especialmente aquellos de la nueva generación de consolas del momento (Sega Saturn, PlayStation y Nintendo 64) cedida por las compañías o por los propios oyentes al estudio. También podía sonar música procedente de anime, y canciones famosas que formaban parte de la banda sonora de videojuegos, como el "Song 2" de Blur que formaba parte de las canciones del videojuego FIFA 98. A medida que las colaboraciones se establecieron en el programa, la música fue reduciéndose poco a poco.
El programa también contaba con una sintonía llamada "Cuarentitits Total" durante algún tiempo. El tema estaba basado en "Marcianitis Total", una canción de 1981 que estaba interpretado por el grupo "Los Colegas", y aunque la sintonía se cambió más tarde, la canción siguió usándose ocasionalmente en su versión original.

### Repercusión
Game 40 fue el primer programa de videojuegos en España de la época realizado en radio a nivel nacional, y a su retirada muchos antiguos oyentes pidieron su vuelta. Varios fanes del programa subieron más tarde varios programas para recordar los mejores momentos del programa, e incluso se hicieron recopilaciones específicas de algunas secciones como los análisis de "Pin y Pon".
En 2008 la cadena local de radio Ràdio Sabadell quiso hacer un programa homenaje a Game 40 con motivo del décimo aniversario de su cancelación. Sin embargo, la asesoría jurídica de la Cadena SER le denegó cualquier uso de fragmentos de audio, diciendo que si lo hacían emprenderían acciones legales contra ellos. Finalmente la cadena de radio catalana llegó a un acuerdo y emitió dicho programa a principios de marzo. En él colaboraron Guillem Caballé, Manuel-Martín Vivaldi, Carlos Ulloa (con un mensaje pregrabado), MUP, y Pin (Roberto).
Con motivo del décimo aniversario del último programa de Game 40 se celebró una quedada similar a la de 1998 el 4 de octubre de 2008 en Madrid, que contó con la presencia de varios de los conductores del espacio, entre ellos Guillem Caballé y Manuel Martín Vivaldi. Tres años después, Guillem y Manuel ofrecieron una charla sobre el programa en el Festival RetroMadrid.
Por el 25 aniversario de la finalización del programa, Guillem Caballé y Manuel Martín-Vivaldi (con una aparición sorpresa de Roberto Muñoz) realizan una charla en la universidad UDIT de Madrid titulada "Game 40: El origen de los podcast de Videojuegos". Allí, fueron recibidos por estudiantes de videojuegos que, aunque no conocían el programa dada su edad, se mostraron entusiasmados ante la charla, y sorpresivamente pidieron el regreso del programa. La charla fue retransmitida en video directo seguido por viejos fanes, y el video es uno de los más vistos del canal de YouTube de la universidad.

## Segunda etapa
El 22 de marzo de 2009, el programa volvió como programa de radio, pero a la vez convirtiéndose en programa de televisión, en sección de Revista 40 y en página web. Esta nueva etapa del programa la conduce Kiko Béjar. El espacio dista en muchos aspectos del programa clásico, centrándose fundamentalmente en el repaso de una lista semanal de videojuegos recomendados en analogía con la Lista 40 Principales. En septiembre de 2010, los presentadores del programa son Álvaro Reina y Cristina Boscá.

### Secciones
- Lista PrincipalGames: Una lista con los mejores 20 juegos de la semana, confeccionada por los analistas del programa.

- Carrousel Game40: Un repaso de los contenidos de las próximas ediciones del programa televisivo, de la sección en Revista 40 y de la web Game40.com

- Música: Al tratarse de un programa de radio en una emisora eminentemente musical, el programa incluye música acorde con el estilo marcado por la emisora. A diferencia de la anterior etapa, no emiten música de videojuegos.

- Concurso: El programa propone una pregunta y los radioyentes pueden dar respuestas vía correo electrónico o vía contestador automático. La más original se lleva un videojuego.

## Tercera Etapa
A partir de septiembre de 2010 Kiko Béjar deja de presentar Game 40 temporalmente y en la actualidad lo presentan Álvaro Reina y Cristina Bosca.

### Secciones
- Lista PrincipalGames: Una lista con los mejores 20 juegos de la semana, confeccionada por los analistas del programa.

- Game40 Live: Sección en la que hablan sobre las novedades que hay en línea en la consola de microsoft.

- Musica: El programa utiliza bastante música cada pocos minutos. A diferencia de la primera etapa, emiten más música de estilo pop que de videojuegos.

- Carrousel Game40: Un repaso de los contenidos de las próximas ediciones del programa televisivo, de la sección en Revista 40 y de la web Game40.com

- Infogamer: Información sobre los videojuegos que han salido recientemente.

- Lanzamientos: Información sobre los juegos que están próximos a salir.

## Versiones internacionales
Desde 2009 la cadena Los 40 Principales en Chile emite el programa Game40 con los topics similares a los de Game 40 de toda la cadena a nivel iberoamericano, este programa es conducido actualmente por Claudio Psx y se transmite de lunes a viernes de 2 a 3pm Hora Chilena.
En Colombia también se hace una versión de este programa. Éste por lo general es transmitido los domingos en la noche.
México incluyó su propia versión a su barra dominical y se transmite a las 14:00 horas.

## Documental: La Historia de Game 40
El 5 de octubre de 2020 se estrena en la plataforma de video digital por streaming YouTube, un documental que cuenta la historia del mítico programa de radio. El documental repasa la historia contada por sus protagonistas, las personas que domingo a domingo traían con toda su ilusión y esfuerzo, una hora de videojuegos como no se había visto antes en España.
El documental, dirigido por Miguel Ángel Guzmán, tiene una duración aproximada de 65 minutos en el que se alternan entrevistas con profesionales que formaron parte del proyecto Game 40.